# Ronald John Garan
Ronald John Garan, Jr. (* 30. Oktober 1961 in Yonkers, New York) ist ein ehemaliger US-amerikanischer Astronaut.

## Ausbildung
Garan erhielt 1982 einen Bachelor in Ökonomie von der State University of New York. Danach ging er zur US Air Force. Dort wurde er F-16-Pilot und flog Kampfeinsätze im Zweiten Golfkrieg. 1994 erhielt er einen Master in Luftfahrttechnik und 1996 einen Master in Raumfahrttechnik von der University of Florida.

## Raumfahrertätigkeit
Ronald Garan wurde 2000 als Astronaut ausgewählt und startete am 31. Mai 2008 als Missionsspezialist mit STS-124 zur ISS. Die Mission STS-124 brachte einen weiteren Teil des japanischen Kibō-Moduls (Japanese Experiment Module – Pressurized Module; JEM-PM) und den japanischen Roboterarm (JEM-RMS) zur ISS. Bei drei EVAs sammelte er seine ersten 20h 33min Erfahrung bei Außeneinsätzen, u. a. beim dritten Einsatz mit einem sogenannten „Scheibenwischmanöver“ am Ende des ISS-Roboterarms zum Austausch eines leeren Stickstofftanks am Steuerbordträger der Station.
Im Oktober 2009 wurde Garan für einen Langzeitaufenthalt an Bord der ISS nominiert. Er war als Bordingenieur der Expeditionen 27 und 28 vom 7. April bis 16. September 2011 an Bord der ISS.
Im Jahr 2013 war Garan für einige Monate von der NASA zur Entwicklungshilfebehörde der USA (USAID) abgesandt, wo er sich um die Anwendung von neuen Technologien – unter anderem aus der Raumfahrt – in Entwicklungsländern kümmerte.
Im September 2013 verließ er die NASA, um die Arbeit in diesem und anderen sozialen Bereichen privat fortzusetzen.

## Privates
Garan ist verheiratet und hat drei Kinder.